# Wolf 1061b
Wolf 1061b hoặc WL 1061b là một hành tinh ngoài hệ mặt trời quay quanh ngôi sao lùn đỏ Wolf 1061 trong chòm sao Xà Phu, cách Trái đất khoảng 13,8 năm ánh sáng. Đây là hành tinh đầu tiên theo thứ tự từ ngôi sao chủ của nó trong hệ thống ba hành tinh và có chu kỳ quỹ đạo gần 5 ngày. Hành tinh quay quanh quá gần ngôi sao của nó để nó ở trong vùng có thể ở được.